# Elimia catenoides
Elimia catenoides är en snäckart som först beskrevs av I. Lea 1842.  Elimia catenoides ingår i släktet Elimia och familjen Pleuroceridae. Inga underarter finns listade i Catalogue of Life.